# Apalis sharpii
Apalis sharpii е вид птица от семейство Cisticolidae.

## Разпространение
Видът е разпространен в Кот д'Ивоар, Гана, Гвинея, Либерия и Сиера Леоне.